# 山路諧孝
山路 諧孝（やまじ ゆきたか/かいこう、安永6年（1777年） - 文久元年5月30日（1861年7月7日））は、江戸幕府後期の江戸幕府天文方。通称・弥左衛門。山路徳風の子。

## 来歴
文化6年（1809年）8月暦作測量御用手伝に任じられ、翌文化7年（1810年）に父の後を継いで天文方となった。文政12年（1829年）に高橋景保のシーボルト事件による失脚に伴って蕃書和解御用を引き継ぎ、蕃書調所が天文方から独立するまで務めた。天保8年（1837年）に寒暖計を製作して幕府に献上して褒賞を受ける。翌年には天保9年（1838年）にはオランダの天文学者ペイポ・ステインストラの著『天文学の原理』（1771年）を9年の歳月をかけて翻訳した『西暦新編』を完成させて幕府に献上した。弘化3年（1846年）には嫡男彰常も天文方に任じられて親子2代で天文方の地位を占め、以後は彰常の協力のもとに職務を進めた。渋川景佑とともに『寛政暦書』の編纂や天保暦改暦に活躍し、嘉永2年（1849年）には鉄砲奉行・箪笥奉行を兼務した。安政元年（1854年）に品川において、望遠鏡の実験を行い、その眺望図を幕府に献上した。安政5年（1859年）には隠居して彰常に家督を譲った。晩年には電信機の研究や航海暦の編纂も行っているが、実際にはその多くは彰常を中心としている。墓所は谷中の大泉寺。

## 系譜
- 父：山路徳風
- 母：不詳
- 妻：不詳
  - 嫡男：山路彰常